# Carl Eduard Løventhal
Carl Eduard Løventhal (født 18. juli 1841 i Aalborg, død 14. juli 1917 i Frederiksberg) var en dansk missionær i Indien.

## Liv og virke
Efter at have taget lærereksamen oplevede han en kristelig vækkelse ved en prædiken af Rudolph Frimodt og følte sig kaldet til at drage ud som missionær. I 1867 blev han optaget på Det danske Missionsselskabs skole, men en strid med selskabets formand, dr. Kalkar, bevirkede, at Løventhal sammen med 3 andre elever forlod missionsskolen. Han udgav der efter det betydningsfulde lille skrift "Til den danske Menighed af Folkekirken. Mit Missionssyn" i 1870, hvori han — i modsætning til den ældre pietistiske opfattelse — hævdede, at missionen i Indien ikke blot skulle arbejde for den enkelte sjæls omvendelse, men søge at grunde en selvstændig, national indisk kirke med indfødte lærere, præster og biskopper, som underholdtes af deres egne landsmænd. Dette missionssyn fik tilslutning hos adskillige, som delte N.F.S. Grundtvig’s opfattelse af forholdet mellem kristendom og folkelighed, og der dannedes et udvalg, som i 1872 sendte Løventhal til Indien sammen med Herman Jensen, som dog 1874 trådte i Det Danske Missionsselskabs tjeneste. I byen Vellore beliggende vest for Madras og i de omliggende landsbyer begyndte Løventhal nu et missionsarbejde, hvor han høstede mange skuffelser, vel ikke om, at det mål, som han havde opstillet, i sig selv var urigtigt, men snarere erkendelsen, at det først ville blive nået i en fjernere fremtid, og at hans eget missionsarbejde i virkeligheden kun var af forberedende art. I 1890 udgav han "Efter 16 Aar i Indien", i 1895 "Indien før og nu". I 1914 måtte den da 73-årige mand på grund af sygdom forlade sin lille indiske menighed og vende hjem til Danmark.

## Betydning
For den danske kirke fik Løventhal den betydning, at gennem ham kom adskillige grundtvigske kristne med i missionsarbejdet. Efter hans død støttede det grundtvigske "Udvalg for Løventhal’s Mission" hans flerårige medarbejder, frk. Anne Marie Petersen, i dennes fortsatte missionsarbejde i Indien.